# Obersulzbachtal
Das Obersulzbachtal ist ein rund 16,5 km langes, rechtes Seitental des oberen Salzachtals im Südwesten des österreichischen Bundeslandes Salzburg. Es liegt im Bezirk Zell am See, genauer: im Oberpinzgau, und gehört gänzlich zur Gemeinde Neukirchen am Großvenediger. Das Obersulzbachtal ist eine unbewohnte Almregion und Teil des Nationalparks Hohe Tauern.

## Namensgebung
Die geografische Bezeichnung Sulz- ist eng verwandt mit Sulz, Sülze und bezeichnet entweder ein salzhaltiges Gewässer oder gallertartigen, sumpfigen Boden. Für die Gegend um Neukirchen trifft Letzteres zu, und das Wort ist auch in dem Flur- und Ortsnamen Sulzau für eine Ortschaft und Katastralgemeinde von Neukirchen sowie in dem benachbarten Untersulzbachtal anzutreffen. Die Namensgebung weist somit auf eine ursprünglich dick-sumpfige Bodenbeschaffenheit in dieser Region hin.

## Geografie
Im oberen Pinzgau existiert eine ganze Reihe an rechten Nebenflüssen der Salzach, die allesamt vom Alpenhauptkamm nach Norden fließen und so zueinander parallel verlaufende Täler bilden. Das Obersulzbachtal ist nach dem Krimmler Achental das zweitwestlichste davon. Beherrscht wird das Tal vom Großen Geiger (3360 m ü. A.) an seinem südlichen Ende.
Das Tal beginnt, flussaufwärts betrachtet, in der Sulzau auf etwa 900 Höhenmetern. Kurz bevor sich der Obersulzbach in das Salzachtal ergießt, sammelt er sich im Blausee (⊙) und an einer kleinen Staumauer.  Oberhalb des Sees schließt sich der Hopffeldboden (⊙) an. Bis zur nachfolgenden Berndlalm hat das Tal einen dichten Waldbestand. Oberhalb der Berndalm liegt frei die Kampriesenalm, unterhalb von ihr befindet sich der Gamseckfall mit 80 Meter Fallhöhe. Darüber öffnet sich das Tal über die Poschalm, Foißenalm und Aschamalm und reicht bis an den Oberen Keesboden heran. Den Talschluss bildet das Obersulzbachkees, der vom Großvenediger (3657 m ü. A.) herabkommende Gletscher.
Über dem Talschluss und unterhalb der Kürsingerhütte bestand bis vor wenigen Jahrzehnten ein mächtiger Eiswall, der als Türkische Zeltstadt bezeichnet wurde. Der Eiswall ist aufgrund des steten Gletscherrückzuges in den Sulzbachtälern mittlerweile verschwunden. An seiner Stelle befindet sich nun mit dem Sulzsee ein bis zu rund 40 m tiefer Gletschersee.
Der gesamte Talbereich ist Teil des Nationalparks Hohe Tauern, wobei der Talboden selbst zur Außenzone gerechnet wird und die seitlichen Berghöhen zur streng geschützten Kernzone gehören.
Der Obersulzbach
Der rund 16,5 km lange Obersulzbach entspringt unterhalb des Keeskogels (im Osten) bzw. des Großen Geigers (im Süden) als Abfluss des Sulzsees auf 2204 Höhenmeter. Nach einem anfänglichen Steilabfall verläuft der Bach stetig bergab. Auf seinem Lauf durch das Tal nimmt er einige kleine, fast ausschließlich linke Seitenbäche auf. Die größten davon sind (in Flussrichtung) der Hinterjaidbach, der Vorderjaidbach, der Foißbach und der Seebach. Wenige hundert Meter vor dem Austritt aus dem Tal bildet eine 1910 errichtete Sperre eine Stauung des Wassers. Das Areal steht zusammen mit dem nächstgelegenen Blausee in Form von drei Biotopen unter Schutz. Die letzten beiden Kilometer seines Verlaufs legt der Obersulzbach bereits auf Salzachhöhe im Gebiet der Sulzau auf ebenem Gelände zurück, bevor er südlich des Ortes Neukirchen in die Salzach mündet.

## Geschichte

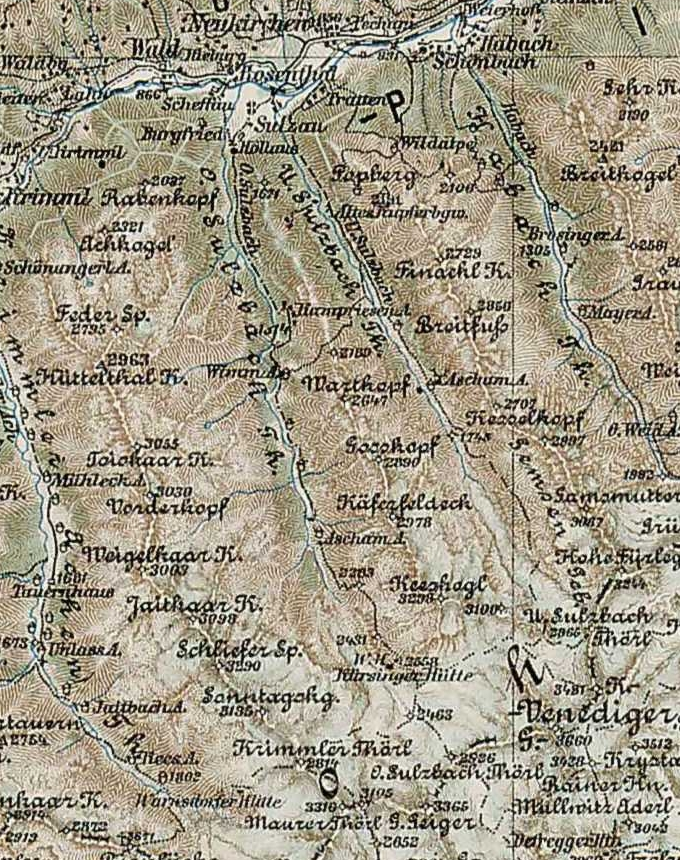
O(beres) und U(nteres) Sulzbach Th(al). Franzisco-Josephinische Landesaufnahme, Blatt 30–47 Bruneck, um 1900

Das Obersulzbachtal war der Ausgangspunkt für den ersten Besteigungsversuch des Großvenedigers 1828 durch Erzherzog Johann von Österreich. Der Erzherzog versuchte den Aufstieg unter Leitung von Paul Rohregger und dem Jäger Christian Rieß. Das Vorhaben wurde durch einen Lawinenabgang verhindert.
Die ehemalige Besitzung des Vereins Naturschutzpark, dem Nationalpark-Pionier, die dieser seit 1913  im Unter- und Obersulzbachtal erworben hatte, und die 2016 das Land Salzburg übernahm, soll ein Wildnisgebiet werden.

## Erschließung, Sport und Freizeit

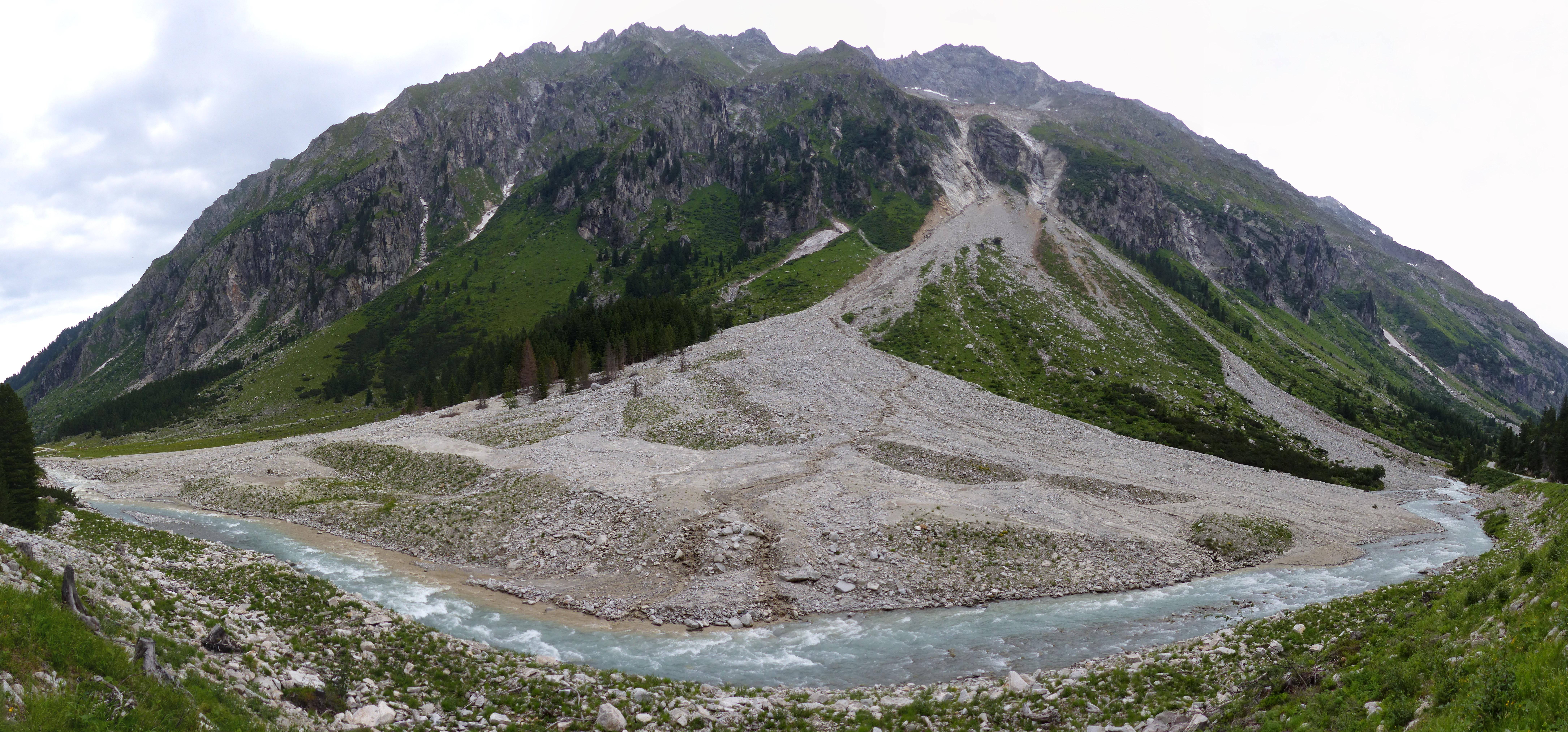
Geschiebe aus dem Sattelkar auf der Talsohle des Obersulzbachtals

Das Obersulzbachtal ist touristisch erschlossen. Das Gebiet rund um den Blausee ist ein leicht erreichbares Ausflugsziel und Naherholungsgebiet mit entsprechenden Einrichtungen, unter anderem mit einem Lagerfeuerplatz. Der oberhalb gelegene Hopffeldboden ist der letzte mit Privat-PKW erreichbare Parkplatz. Weiter ins Talinnere führt ein für den öffentlichen Kfz-Verkehr gesperrter Almweg. Er endet an der auf dem Oberen Keesboden gelegenen Talstation der Materialseilbahn zur Kürsingerhütte. Nach Felsstürzen im Jahr 2006 aus dem Sattelkar wurden 750 m des Almweges auf die orographisch linke Talseite verlegt.
Mit Hüttentaxis kann weiter bis zur Berndlalm (1514 m ü. A.) und zur Postalm (1699 m ü. A.) gefahren werden, die wie auch die Kampriesenalm und die Kürsingerhütte während der Sommermonate bewirtschaftet werden. Weitere unbewirtschaftete Hütten bzw. Almen sind die Hofrat-Keller-Hütte, die Schiedhofalm, die Poschalm sowie die Obersulzbachhütte.
Oberhalb des Talschlusses führen für Bergwanderer mehrere hochalpine Übergänge in die Nachbartäler: 
- nach Osten über die Kürsingerhütte und das Zwischensulzbachtaltörl ins hinterste Untersulzbachtal
- nach Südosten über den Alpenhauptkamm unterhalb des Kleinvenedigers zur Neuen Prager Hütte und weiter ins Osttiroler Tauerntal (Felber Tauern)
- nach Süden zum Obersulzbachtörl: dort gibt es eine günstige Übergangsstelle von der Süd- zur Nordseite der Venedigergruppe und damit auch in das Osttiroler Virgental
- nach Südwesten über das Krimmler Törl und die Warnsdorfer Hütte ins salzachaufwärtige Krimmler Achental

Weiters verbindet der Bettlersteig von der Berndlalm dieses Tal mit den Untersulzbachtal.